# Keith Mitchell
Keith Claudius Mitchell, né le 12 novembre 1946 à Saint-Georges (Grenade), est un homme politique grenadien. 
Membre du Nouveau Parti national, situé à droite, il est Premier ministre de la Grenade de 1995 à 2008, puis de nouveau de 2013 à 2022.

## Jeunesse et formation
Il est éduqué dans une école primaire catholique.
Il est diplômé de mathématiques et de chimie de l'Université des Indes occidentales, a obtenu un master en mathématiques à l'Université Howard, et, en 1979, un doctorat de mathématiques et statistiques à l'American University. Il enseigne les mathématiques à l'Université Howard de 1977 à 1983.
Mitchell est membre de l'équipe nationale de cricket de 1964 à 1966, puis à nouveau en 1973.

## Carrière politique
En 1984, il est élu à la Chambre des représentants de la Grenade. De 1988 à 1989, il est entre autres ministre des Communications, du Développement de la communauté, des Femmes et de l'Aviation civile.
En 1989, il prend la tête du Nouveau Parti national, remporte les élections de 1995, et devient Premier ministre. De 1995 à 1999, il est également (entre autres) ministre de la Sûreté nationale, ministre des Finances et ministre des Affaires étrangères.
En 1999, il devient le premier dirigeant grenadin à conserver son siège à la suite d'une élection, puisque son parti remporte la victoire dans l'ensemble des quinze circonscriptions. Il remporte également les élections de 2003.
De 1998 à 2004, il préside la Communauté caribéenne.
En 2004, la reine de la Grenade le nomme membre du Conseil privé.
Le 8 juillet 2008, le Nouveau Parti national ne remporte que quatre sièges lors des élections législatives, tandis que le Congrès démocratique national obtient onze sièges. Keith Mitchell conserve son siège de député, mais cède le poste de Premier ministre à Tillman Thomas.
Le 19 février 2013, le Nouveau Parti national remporte les élections législatives en obtenant tous les sièges à la Chambre. Keith Mitchell est investi pour la deuxième fois Premier ministre le lendemain, 20 février 2013.
Son parti remporte de nouveau les élections législatives le 13 mars 2018.